# Aelurosaurus
Aelurosaurus é um género extinto de Therapsida da família Gorgonopsidae. Viveu no Permiano há aproximadamente 300 milhões de anos.
Foi originalmente descoberto por Owen em 1881 e contém quatro espécies: A. angusticeps, A. felinus, A. striatidens e A. whaitsi.